# پاپ بندیکت یازدهم
پاپ بندیکت یازدهم (به انگلیسی: Benedict XI) ( تاریخ درگذشت ۷ ژانویه ۱۳۰۴) یکی از پاپ‌های کلیسای کاتولیک رم بود که در ایتالیا به دنیا آمد و از ۱۳۰۳ تا ۱۳۰۴ میلادی پاپ بود.